# 市村紗弥香
市村 紗弥香（いちむら さやか、1996年5月22日 - ）は、日本の気象予報士、防災士。所属事務所はセント・フォース。

## 略歴・人物
大阪府出身。慶應義塾大学法学部政治学科卒業。大学4年次に気象予報士試験に合格、他に防災士の資格を所持。
2020年3月より、NHK総合『首都圏ネットワーク』の『おかえり天気』のコーナーに天気中継リポーターとして出演。
2023年4月より、『news zero』のお天気コーナーを担当中。

## 出演番組

### テレビ
- 首都圏ネットワーク（NHK総合、2020年3月30日[3] - 2023年3月31日） - 天気中継リポーター
- news zero（日本テレビ、2023年4月3日 - 2025年3月28日） - お天気キャスター